# L'Isleta e Arnès
L'Isleta e Arnès o L'Isle-Arné (francès) és un municipi de França al departament del Gers (regió d'Occitània).
| 1962                                       | 1968 | 1975 | 1982 | 1990 | 1999 | 2006 |
| ------------------------------------------ | ---- | ---- | ---- | ---- | ---- | ---- |
| 115                                        | 108  | 101  | 101  | 83   | 82   | 111  |
| Des de 1962: població sense dobles comptes |      |      |      |      |      |      |

| Període | Identitat  | Partit |
| ------- | ---------- | ------ |
| 2001-   | Pierre Mun |        |